# Humedal de Guaymaral y Torca
El Humedal de Guaymaral y Torca se encuentra ubicado en el norte de Bogotá y al lado de la Autopista Norte. Específicamente la sección de Torca (24 hectáreas) pertenece a la localidad de Usaquén, mientras que la sección de Guaymaral (49 hectáreas) pertenece a Suba, la división se debe a que el terreno natural del humedal está dividido por la Autopista siendo este el límite de las localidades.
El lado occidental es el mejor conservado a nivel de su riqueza natural. El lado oriental limita con la Compañía Nacional de Reforestación, con Lucerna y la Mazda. Al sur se encuentra el Colegio San Viator  y el cementerio Jardines de Paz. En el lado norte limita con la Escuela de Fútbol Alejandro Brand y pasa por el Gimnasio San José de Bavaria y el Colegio Nueva York en UDCA.
El parque Ecológico Distrital del Humedal de Torca-Guaymaral al cual pertenece cuenta con la máxima certificación ambiental a nivel mundial RAMSAR.

## Flora
Se caracteriza por sus árboles típicos de humedales como lo son las especies arboliso y el aliso. También se encuentra vegetación acuática como el cartucho, lengüevaca, hierba de sapo, sombrillita de agua, eneas, juncos, así como también se encuentran sauces, saucos, higuerillos, trompetos, arbustos de mora y uchuva.
Es importante ver que las actividades antrópicas del ser humano han cambiado las dinámicas que se manejan en estos ecosistemas tan importantes y se ha perdido gran parte de la flora.

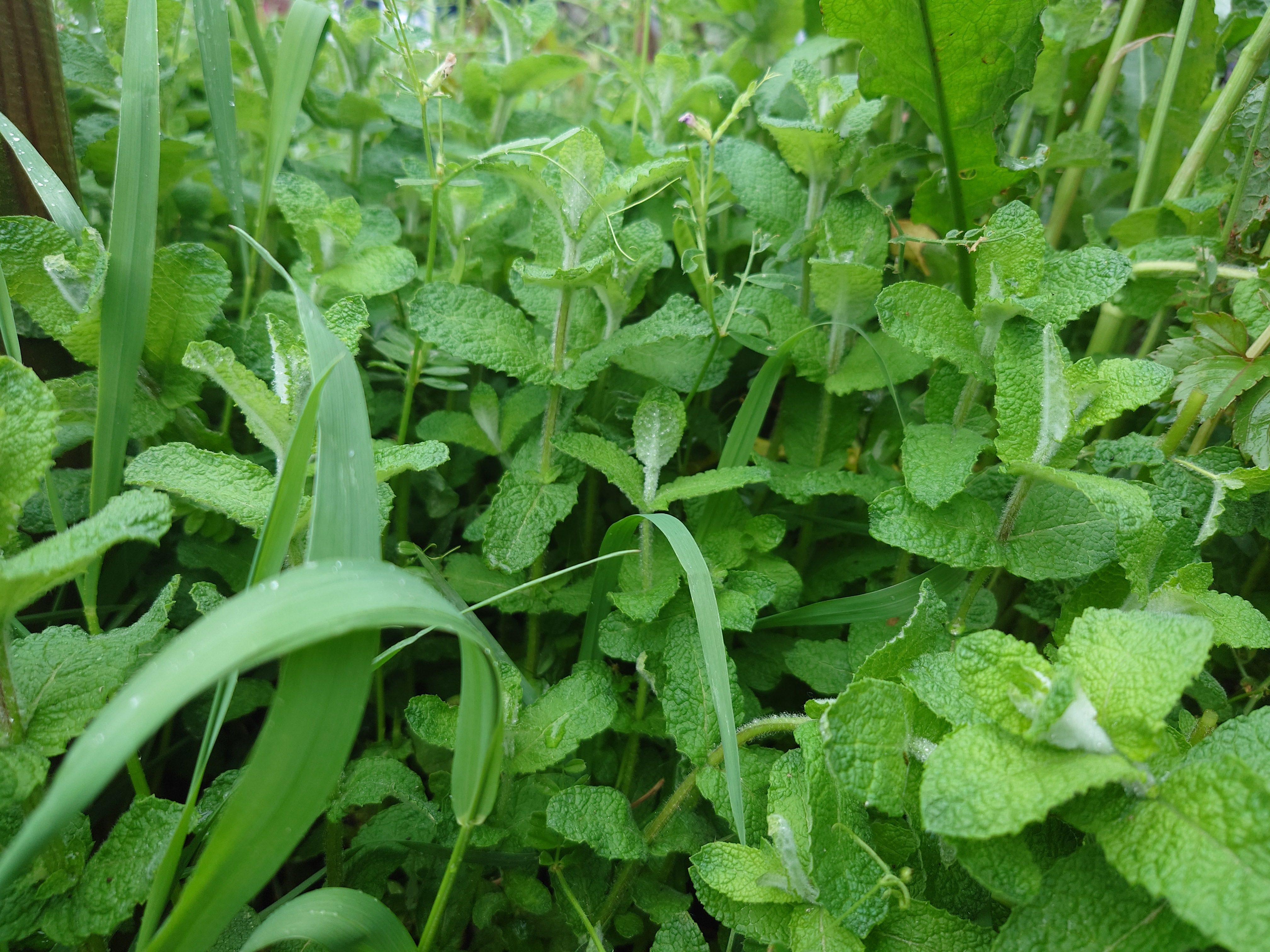
Mentha suaveolens característica del humedal.

## Fauna
Se pueden encontrar, lagartijas, libélulas, monjitas (chrysomus icterocephalus), tinguas (rallus semiplumbeus), lechuzas y también una población de curies no muy variada, entre muchas especies.

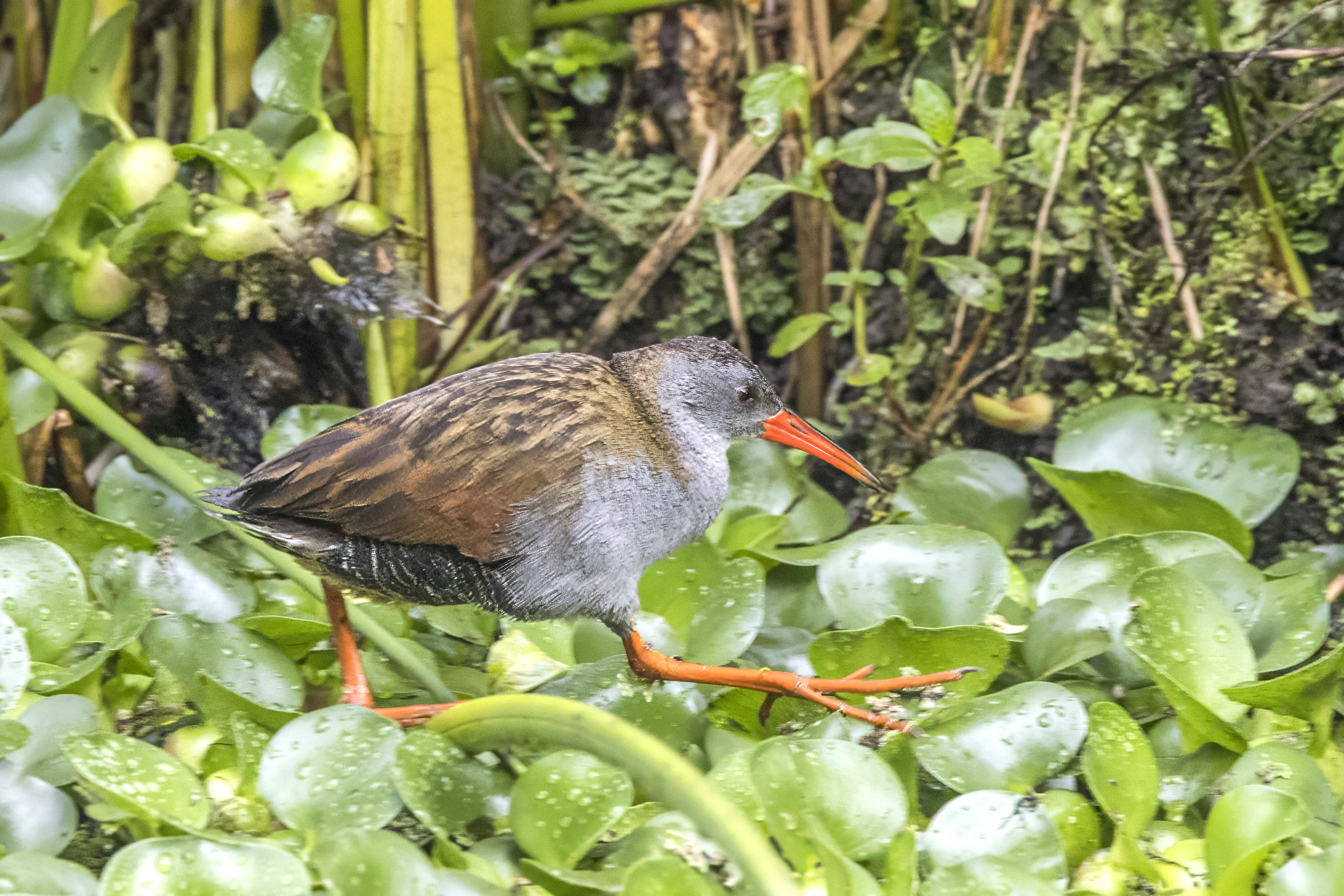
Tingua bogotana (Rallus semiplumbeus).

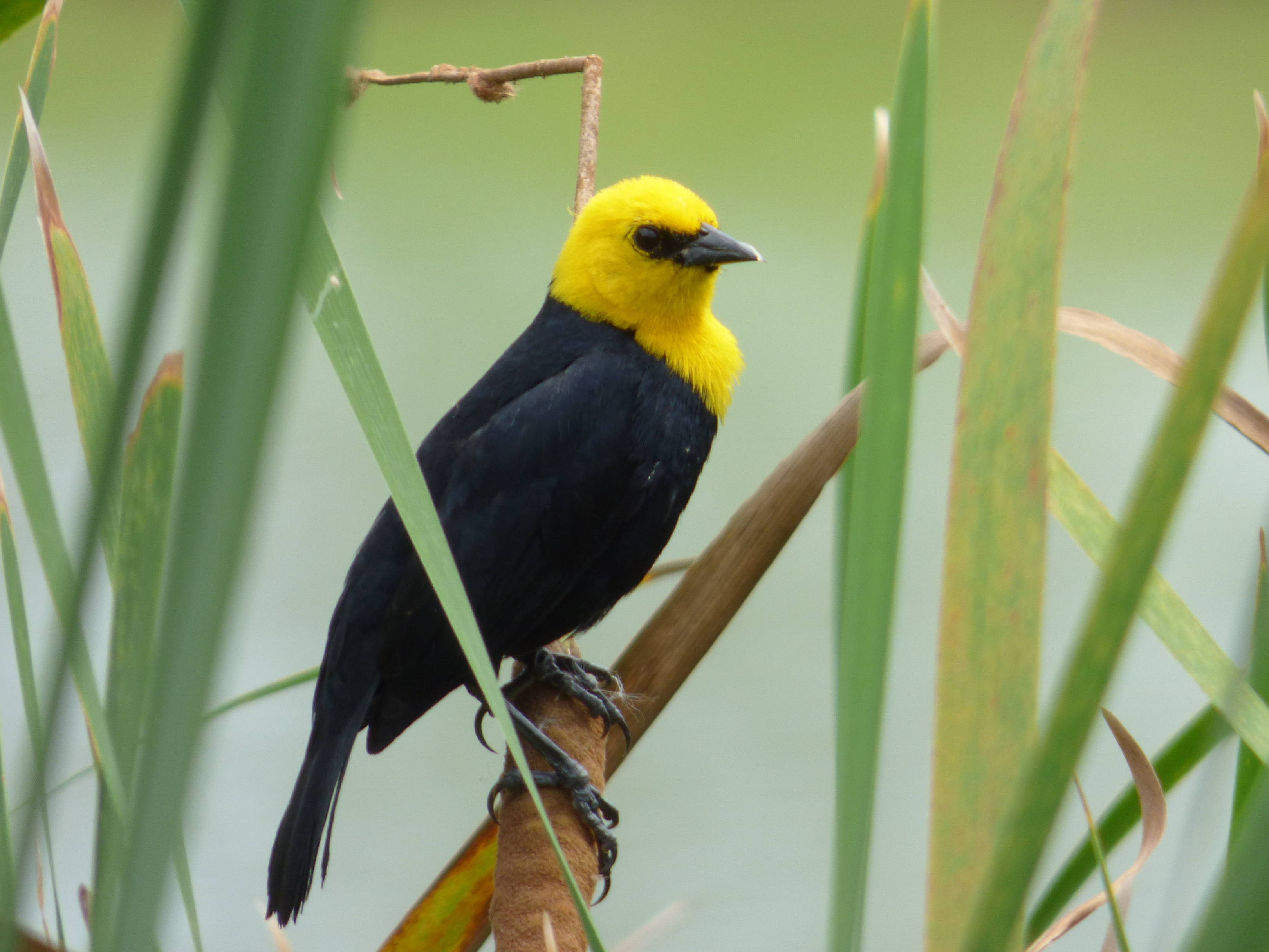
Monjita posada en un árbol (chrysomus icterocephalus).

## Historia
En el año de 1952 con la construcción de la Autopista Norte se dio paso a dividir al humedal en tres, la sección Occidental conocida hoy como Humedal de Guaymaral, la sección Oriental conocida como Humedal de Torca más el separador de la autopista que está en constante conservación.
Desde el 2004 por el Decreto 190 de 2004 del Plan de Ordenamiento Territorial de la ciudad incorporó formalmente estos terrenos al sistema de áreas protegidas de la ciudad.
En la actualidad se está construyendo el interceptor de Torca con el objetivo de evitar que las aguas negras de la zona ingresen a los predios del humedal y tampoco lleguen al río Bogotá. Igualmente se está desarrollando adecuaciones de paisajismos del área.
Debido a que la autopista divide al Humedal son frecuentes los inconvenientes de terrenos inundados en la zona, lo cual causa congestión vehicular en el ingreso a la ciudad.